# Vendeur (film)
Pour plus de détails, voir Fiche technique et Distribution.

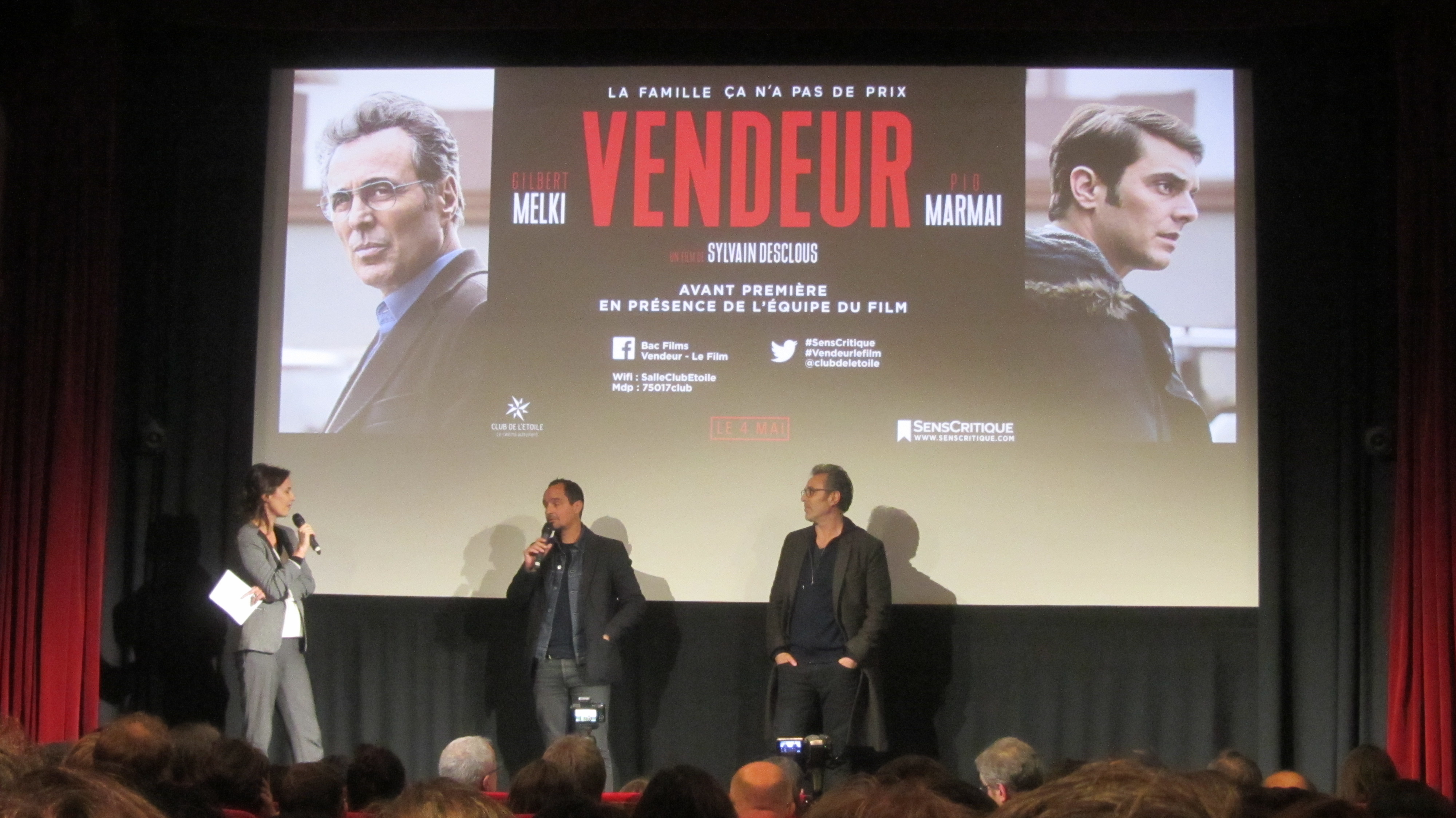
Gilbert Melki et Sylvain Desclous, lors d'une avant-première de Vendeur à Paris.

Vendeur est un film français coécrit et réalisé par Sylvain Desclous, sorti en 2016.

## Synopsis
Serge est l'un des meilleurs vendeurs de France. Ce n'est pas le cas de son fils, Gérald, qui vient pourtant lui demander de le pistonner pour obtenir provisoirement un emploi de vendeur afin de sauver son restaurant en faillite.

## Fiche technique
- Titre : Vendeur
- Réalisation : Sylvain Desclous
- Scénario : Sylvain Desclous, avec la collaboration d'Olivier Lorelle, Salvatore Lista et Agnès Feuvre
- Photographie : Emmanuel Soyer
- Montage : Isabelle Poudevigne
- Musique : Amaury Chabauty
- Production : Florence Borelly
- Société de production : Sésame Films, en coproduction avec France 2 Cinéma, en association avec Cofinova 11
- Pays de production :  France
- Langue originale : français
- Format : couleur
- Durée : 89 minutes
- Date de sortie :
  - France : 4 mai 2016

## Distribution
- Gilbert Melki : Serge, vendeur de cuisine
- Pio Marmaï : Gérald, fils de Serge
- Pascal Elso : Daniel, employeur de Serge
- Clémentine Poidatz : Karole, compagne de Gérald
- Sara Giraudeau : Chloé, étudiante, prostituée engagée par Serge qui s'attache à lui
- Christian Hecq : Georges
- Julia Dorval : Marie-Laure
- Serge Livrozet : le père de Serge
- Damien Bonnard : Lilian
- Romain Bouteille : l'ami du père de Serge
- Norbert Ferrer : Dove
- Bernard Blancan : le médecin

## Accueil

### Box-office
- France : 56 400 entrées[1]

## Autour du film
- Gilbert Melki a déclaré s'être inspiré de Cate Blanchett dans Blue Jasmine pour préparer son rôle, les deux personnages présentant quelques similitudes, entre errance et flamboyance[2].